# إميليا-رومانيا
إميليا رومانيا (بالإيطالية: Emilia-Romagna) هي منطقة إدارية في شمال إيطاليا تضم منطقتي إميليا ورومانيا التاريخيتين. عاصمة الإقليم هي بولونيا وتبلغ مساحته 20124 كيلومتر مربع وسكانه حوالي 4.3 مليون نسمة.
يعتبر إقليم إميليا رومانيا اليوم واحدًا من أغنى المناطق وأكثرها تطورًا في أوروبا ويمتلك ثالث أعلى حصة للفرد من الناتج المحلي الإجمالي في إيطاليا. بولونيا وهي عاصمة الإقليم تمتلك واحدًا من أعلى مستويات جودة الحياة في إيطاليا،  وتمتلك خدمات اجتماعية عالية متطورة وحديثة. تعد إميليا رومانيا أيضًا مركزًا ثقافيًا وسياحيًا رئيسيًا، وتستضيف أقدم جامعة في العالم الغربي  كما تحتوي العديد من مدن عصر النهضة (مثل بارما ومودِنة وفِرارة). تشتهر أيضًا بكونها مركزًا رئيسيًا لإنتاج الغذاء والسيارات (إميليا رومانيا هي موطن للعديد من الصناعات الغذائية والمحركات المميزة مثل فيراري ومازيراتي ولامبورغيني ودوكاتي) كما تمتلك ساحلًا حيًا وملونًا بوجود العديد من المنتجعات السياحية مثل ريتشوني وريميني.

## التاريخ

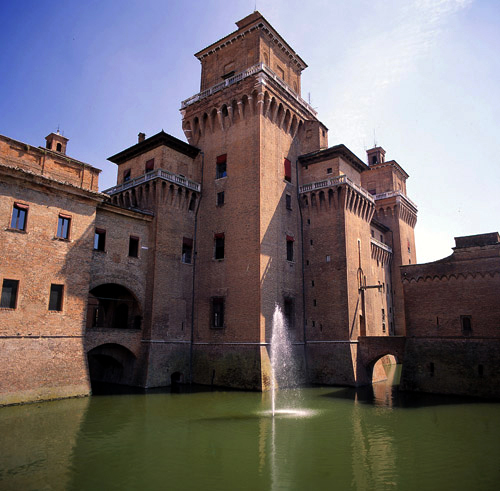
قلعة إستنزي في فيرارا.

تعود جذور الاسم إميليا رومانيا إلى تراث روما القديمة في هذه الأراضي. تشير إميليا إلى فيا إيميليا وهو طريق روماني هام يصل روما بالجزء الشمالي من إيطاليا. بينما يعود الاسم رومانيا إلى حينما كانت رافينا عاصمة الجزء الإيطالي من الإمبراطورية البيزنطية، حيث مدد اللومبارديون الاسم الرسمي للإمبراطورية إلى الأراضي حول رافينا. كانت إميليا رومانيا جزءًا من المنطقة الأتروسكانية ونقلت بعدها إلى الغال ومن ثم الرومان. بنى الرومان الطريق الإيميلي والذي أعطى المنطقة اسمها. خضعت المنطقة الساحلية من إميليا لحكم البيزنطيين 540 حتى 751 وعرفت باسم رومانيا.
من خلال الأنشطة التجارية في العصور الوسطى، ازدهرت الثقافة والدين بفضل الأديرة في المنطقة وجامعة بولونيا - أقدم جامعة في أوروبا - وبمدنها الصاخبة وسياستها - المتجسدة في شخصية الإمبراطورة ماتيلدا إمبراطورة كانوسا. في عصر النهضة، أصبحت مقرًا لكبرى عائلات الإقطاعيين مثل بيت إستي فيرارا ومالاتيستا ريميني. في القرون التي تلت ذلك، تم تقسيم المنطقة بين سيادة الدولة البابوية والدوقية الفارنيزية في بارما وبياتشينزا ودوقية مودينا و ريدجو. في القرن السادس عشر، ضم أغلب ما سبق في الدول البابوية ولكن أراضي بارما وبياتشينزا ومودينا ظلت مستقلة حتى تم ضم إميليا رومانيا في المملكة الإيطالية في 1859-1861.

## الجغرافيا

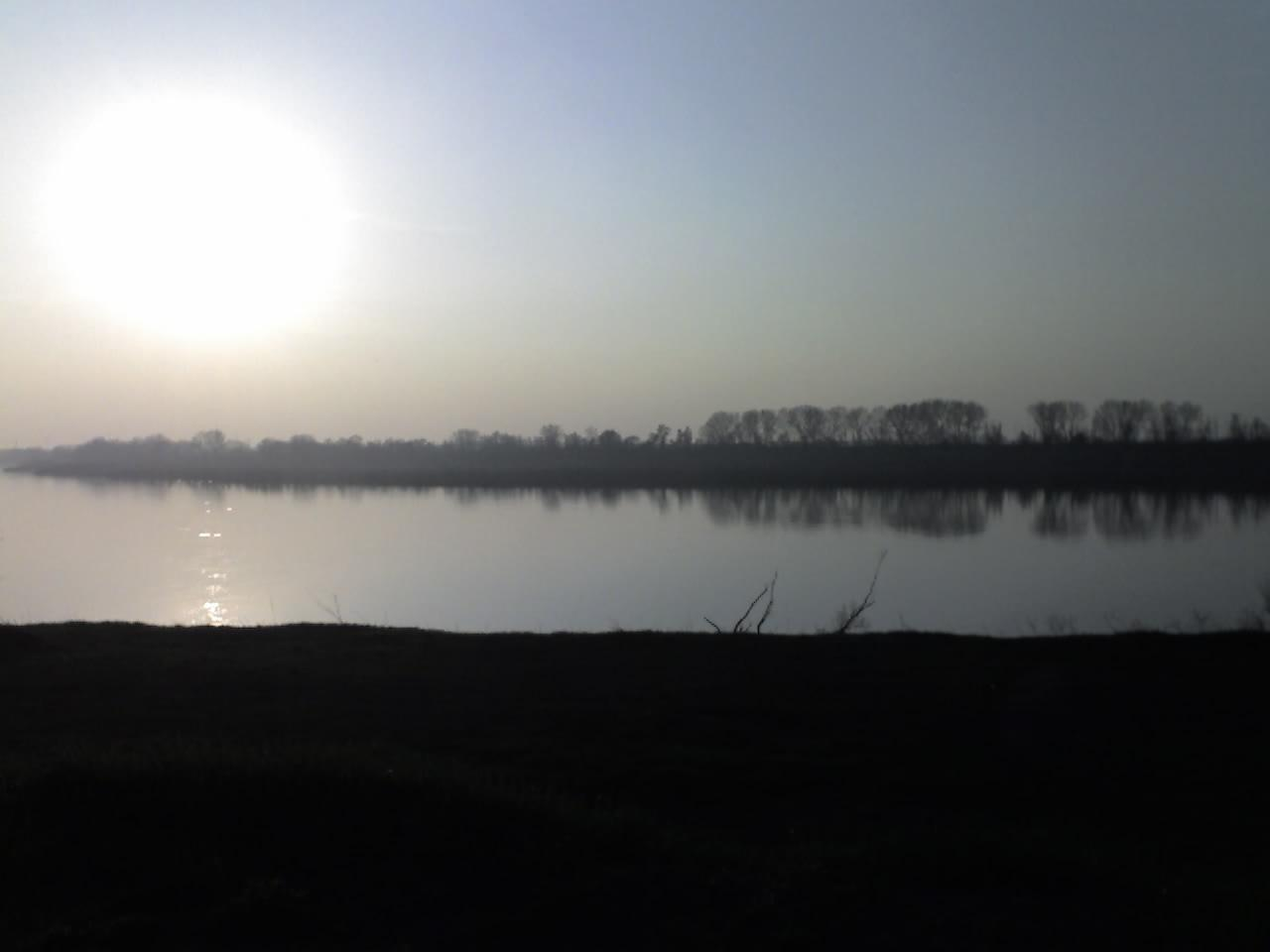
مشهد من وادي بو.

يتكون إقليم إميليا رومانيا من تسع مقاطعات ويغطي مساحة 22,124 كيلومتر مربع. تشكل السهول ما يقرب من نصف مساحة المنطقة بينما 25% تلال والربع الآخر من الجبال. يتميز قسم إميليا رومانيا من جبال الأبينيني بمناطق صخرية وعرة متآكلة وكهوف. تمتد الجبال لأكثر من 300 كيلومترًا من الشمال إلى الجنوب الشرقي مع وجود قمم ثلاثة فقط فوق 2000 م وهي مونتي تشموني (2165 م) ومونتي كوسنا (2121 م) وألبي دي سوتشيزو (2017 م).
يتكون حوالي نصف المنطقة من سهل بادانا وهو سهل غريني خصبة للغاية يمر عبره نهر بو. تشكل السهل نتيجة التراجع التدريجي للبحر من حوض بو ومن مخلفات الأنهار. كانت المنطقة عبارة عن أهوار كليًا تقريبًا في العصور القديمة، ويتميز تاريخ المنطقة بعمل سكانها الدؤوب على إعادة تشكيلها واستصلاح الأراضي لتحقيق مستوى معيشة أفضل. تتنوع الجيولوجيا من البحيرات المالحة في الشمال والعديد من الينابيع الحرارية في بقية أنحاء المنطقة نتيجة لارتفاع المياه الجوفية نحو السطح في فترات مختلفة من التاريخ. تنبع جميع الأنهار محليًا من الأبينيني باستثناء بو الذي مصدره في جبال الألب في بييمونتي ويتبع الحدود الشمالية لإميليا رومانيا لنحو 263 كم.
يمكن تقسيم الغطاء النباتي في المنطقة إلى أحزمة: حزام البلوط الشائع والذي تغطيه الآن (عدا غابة ميزولا) بساتين الفاكهة وحقول القمح وشمندر السكر، والحزام الزغبي وحزام البلوط الأدرياتيكي على المنحدرات السفلى وصولًا إلى ارتفاع 900 م، وحزام الزان بين 1000 و 1500 م، وحزام الخلنجيات الجبلية النهائي.

## الاقتصاد

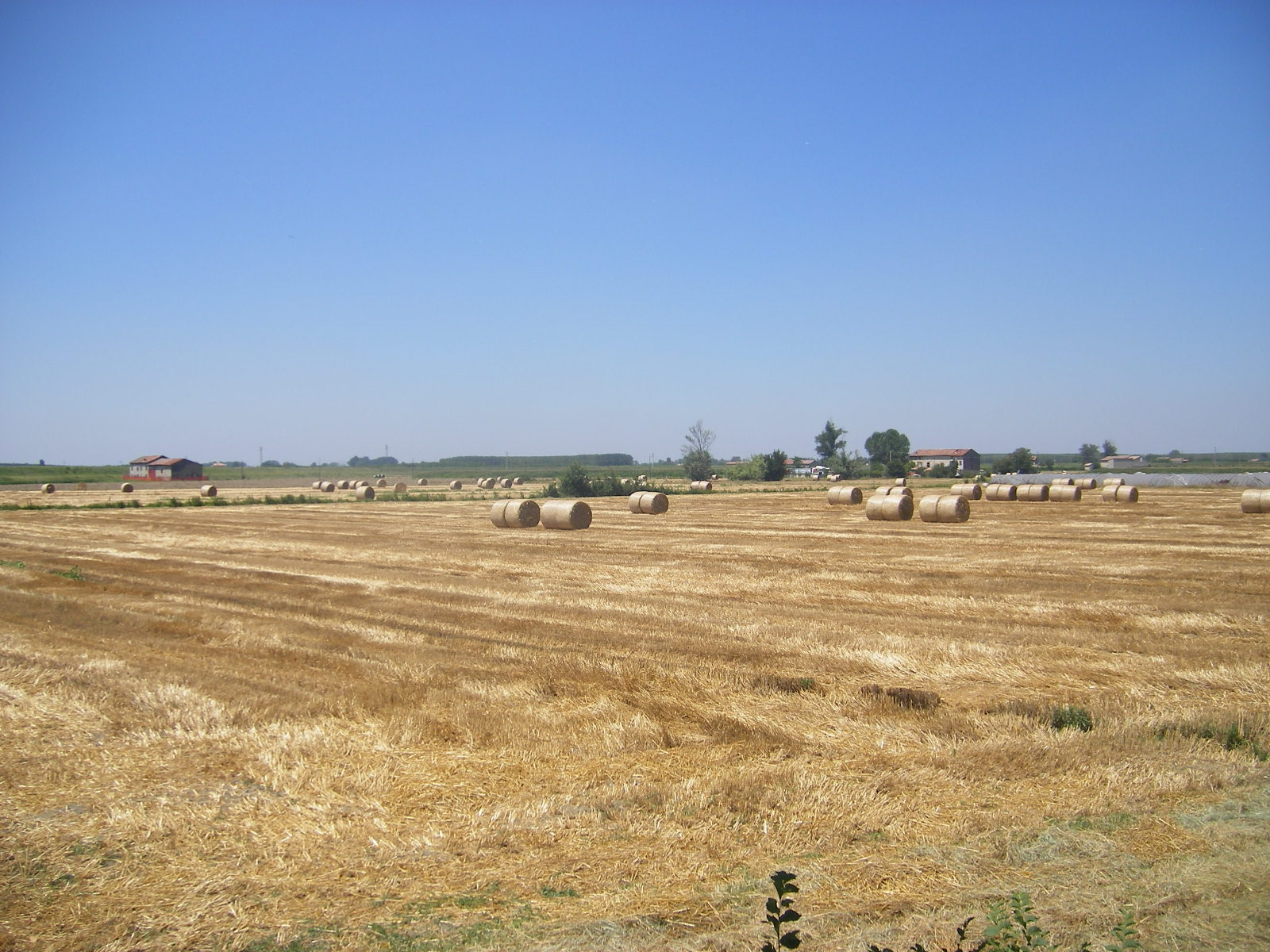
المحاصيل في بريستشيلو.

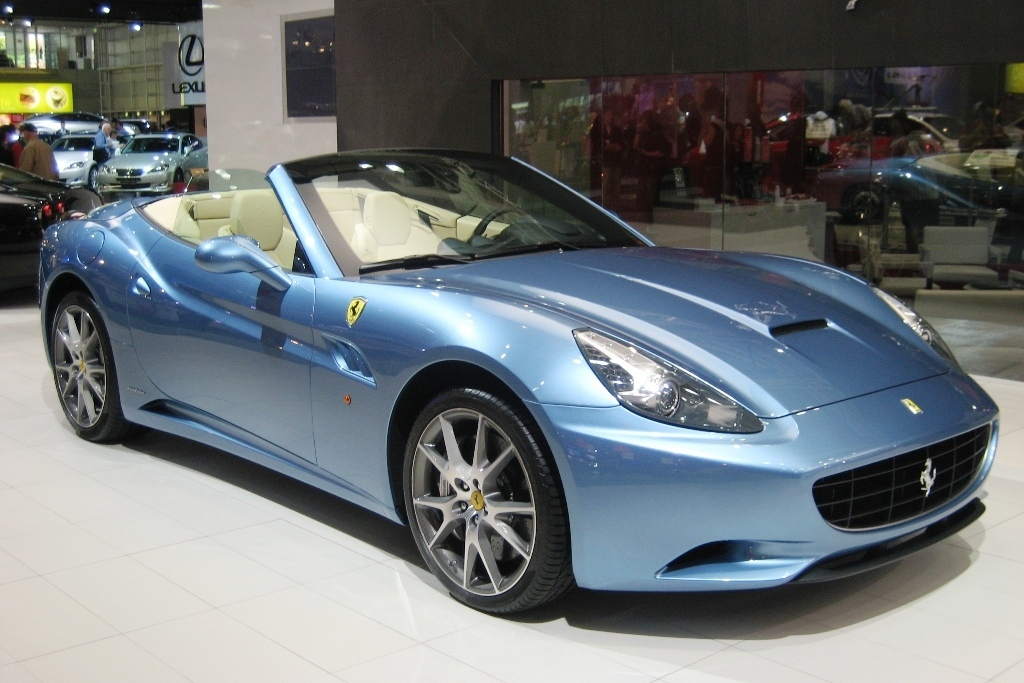
سيارة فيراري كاليفورنيا.

تعتبر إميليا رومانيا اليوم واحدة من أغنى المناطق الأوروبية والمنطقة الثالثة في إيطاليا من حيث الناتج المحلي الإجمالي للفرد الواحد. تحققت هذه النتائج من خلال تنمية اقتصادية متوازنة جدًا مبنية على القطاع الزراعي الأكبر في إيطاليا، وعلى التقاليد العلمانية في السيارات والمحركات.
على الرغم من عمق وتنوع الأنشطة الصناعية في المنطقة لا تزال الزراعة بارزة. إميليا رومانيا من بين الأقاليم الرائدة في البلاد، حيث تساهم الزراعة بنحو 5.8% من الناتج الزراعي في المنطقة. يهدف القطاع الزراعي لزيادة القدرة التنافسية عن طريق إعادة التنظيم الهيكلي والمنتجات ذات الجودة العالية، وأدى ذلك إلى نجاح تسويق العلامات التجارية. الحبوب والبطاطا والذرة والطماطم والبصل هي أهم المنتجات، جنبًا إلى جنب مع الفاكهة والعنب لإنتاج النبيذ (التي أشهرها لامبروسكو من إميليا وسانجيوفيزي من رومانيا وبينيوليتو من بولونيا وألبانا الأبيض). كما يجري أيضًا تربية الماشية والخنازير، حيث تعمل التعاونيات الزراعية في هذا الاتجاه في السنوات الأخيرة. تمتلك تلك التعاونيات باعًا طويلًا في المنطقة وهناك الآن حوالي 8,100 منها أغلبها في القطاع الزراعي ويقع معظمها في مقاطعة بولونيا (2,160) ومقاطعة فورلي تشيزينا (1,300).
تقدم الصناعة في المنطقة صورة متنوعة ومعقدة وتقع على طول فيا إميليا. تتركز الصناعة الغذائية (مثل مجموعة باريلا) في بارما ومودينا وبولونيا وكذلك الصناعات الميكانيكية وصناعة السيارات (على سبيل المثال فيراري ودوكاتي ولامبورغيني ومازيراتي وباجاني). يتركز قطاع الصناعات الخزفية في فاينسا وساسوولو. تمتلك السياحة أهمية متزايدة وخصوصًا على طول الساحل الأدرياتيكي ومدن الفن. يوجه الاقتصاد الإقليمي نحو التصدير الخارجي أكثر منه نحو أسواق الأقاليم الأخرى في إيطاليا حيث الصادرات الرئيسية في الهندسة الميكانيكية (53%) واستخراج المعادن غير الفلزية (13%) وصناعة الملابس (10%).
تمتلك إميليا رومانيا نظامًا جيدًا جدًا للنقل مع 574 كم من الطرق السريعة و1053 كم من السكك الحديدية وبوجود مطارات في كل من بولونيا وبارما وريميني وفورلي. الطريق السريع الرئيسي يعبر المنطقة من الشمال الغربي (بياتشينزا) إلى الجنوب الشرقي (الساحل الأدرياتيكي)، ويربط المدن الرئيسية في بارما ومودينا وبولونيا، ومنها إلى رافينا وريميني.

## الديموغرافيا
الكثافة السكانية التي وصلت إلى 195 نسمة لكل كم2 في عام 2008 هي أقل بقليل من المعدل الوطني. سكان هذه المنطقة موزعون بشكل جيد حيث لا توجد مدينة مهيمنة لكنها عبارة عن محور من المدن متوسطة الحجم على طول فيا إيميليا حيث يتركز معظم الإنتاج الصناعي الإقليمي. كما أن ساحل رومانيا كثيف بفضل الطفرة الهائلة في سياحة الشواطئ في العقود الأخيرة. بالاتجاه نحو الداخل عند جبال وسهول الأبينيني الزراعية حول فيرارا وبياتشينزا تقل الكثافة السكانية.
يوجد في إميليا رومانيا ثلاثة عشر مدينة يتجاوز تعداد سكانها 50,000 نسمة (استنادًا إلى تقديرات 2006): بولونيا (374,425) ومودِنة (180,638) وبارما (177,069) وريدجو إميليا (167,013) وربنة (149,084) وريميني (138,060) وفيرارا (131,907) وفورلي (112,477) وبيشنزة (99,340) وقاصنة (93,857) وإيمولا (66,340) وكاربي (64,517) وفاينسا (54,749).
بين 1876 و1976 هاجر حوالي 1.2 مليون شخص من إميليا رومانيا إلى بلدان أخرى. اعتبارًا من عام 2008 كان هناك 119,369 شخص من هذه المنطقة يعيشون خارج إيطاليا لا سيما في الأرجنتين وسويسرا وفرنسا والمملكة المتحدة والبرازيل. تشير تقديرات المعهد الوطني للإحصاء لنفس العام إلى أن 365,687 من المهاجرين المولودين خارج البلاد يعيشون في إميليا رومانيا أي ما يعادل 8.5% من مجموع سكان الإقليم.

### اللغة
تستخدم الإميليانو رومانيولو مع الإيطالية القياسية في الإقليم. لغة إيميليانو رومانيولو هي لغة رومانسية تستخدم غالبًا في المنطقة وفي سان مارينو. تنتمي إلى المجموعة الإيطالية الشمالية ضمن اللغات الرومانسية (مثل البيدمونتية واللومباردية والليغورية والبندقية) والتي يتم تضمينها في مجموعة أوسع هي اللغات الرومانسية الغربية (مثل الأوكسيتانية والفرنسية والكتلانية). تعتبر من لغات الأقليات، ويفصلها معهد لغات العالم هيكليًا عن الإيطالية وكذلك الكتاب الأحمر للغات المهددة. اللغتان الفرعيتان للغة هما إميليانو ورومانيولو.

## الحكومة والسياسة
يرأس الحكومة الإقليمية رئيس الإقليم الذي ينتخب لمدة خمس سنوات وتتألف من رئيس ووزراء عددهم حاليًا 12، بما في ذلك نائب رئيس ووكيل أمين عام لمكتب الرئيس.
كان إقليم إميليا رومانيا باستثناء مقاطعة بيشنزة معقلًا تاريخيًا للحزب الشيوعي الإيطالي وهي الآن معقل لتحالفات يسار الوسط وتشكل مع تُسكانة وأُمبرية وماركي «الأحمر الرباعي» السياسي الإيطالي الشهير. ربما يعود ذلك لقوة المقاومة المناهضة للفاشية في وقت قريب من الحرب العالمية الثانية، فضلًا عن التقليد القوي من العداء لرجال الدين والذي يعود تاريخه إلى القرن التاسع عشر عندما كانت إميليا رومانيا جزءًا من الولايات البابوية (معظم رومانيا وبولونيا بينما كان في إميليا دولتان مستقلتان). في انتخابات أبريل 2006 منح الإقليم حوالي 60% من الأصوات لرومانو برودي.

### التقسيمات الإدارية

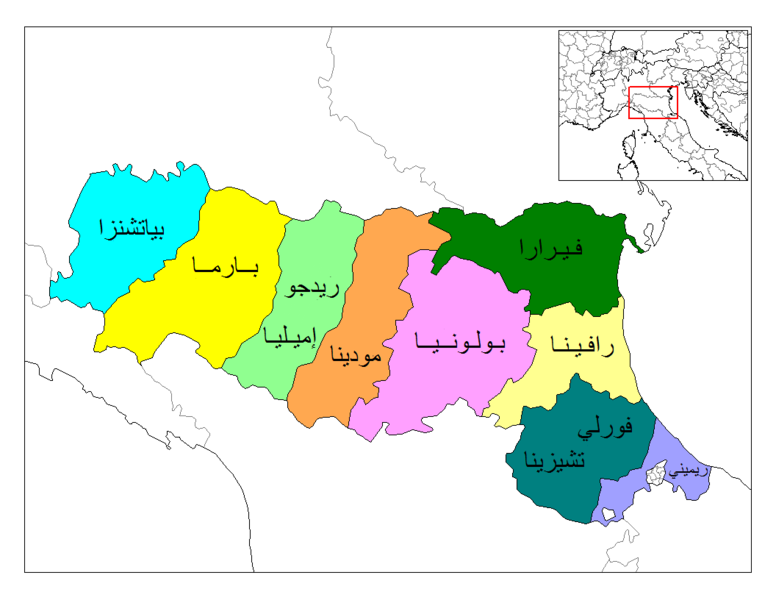
إميليا رومانيا ومقاطعاتها

يقسم الإقليم إلى تسع مقاطعات:
| المقاطعة             | المساحة(كم²) | تعداد السكان | الكثافة(/كم²) |
| -------------------- | ------------ | ------------ | ------------- |
| مقاطعة بولونيا       | 3,702        | 973,295      | 262.9         |
| مقاطعة فرارة         | 2,632        | 357,471      | 135.8         |
| مقاطعة فورلي تشيزينا | 2,377        | 387,200      | 162.9         |
| مقاطعة مودنة         | 2,689        | 686,104      | 255.1         |
| مقاطعة بارما         | 3,449        | 431,419      | 125.1         |
| مقاطعة بيشنزة        | 2,589        | 284,885      | 110.0         |
| مقاطعة ربنة          | 1,858        | 383,945      | 206.6         |
| مقاطعة ريدجو إميليا  | 2,293        | 517,374      | 225.6         |
| مقاطعة ريميني        | 534          | 302,137      | 565.8         |

## الثقافة

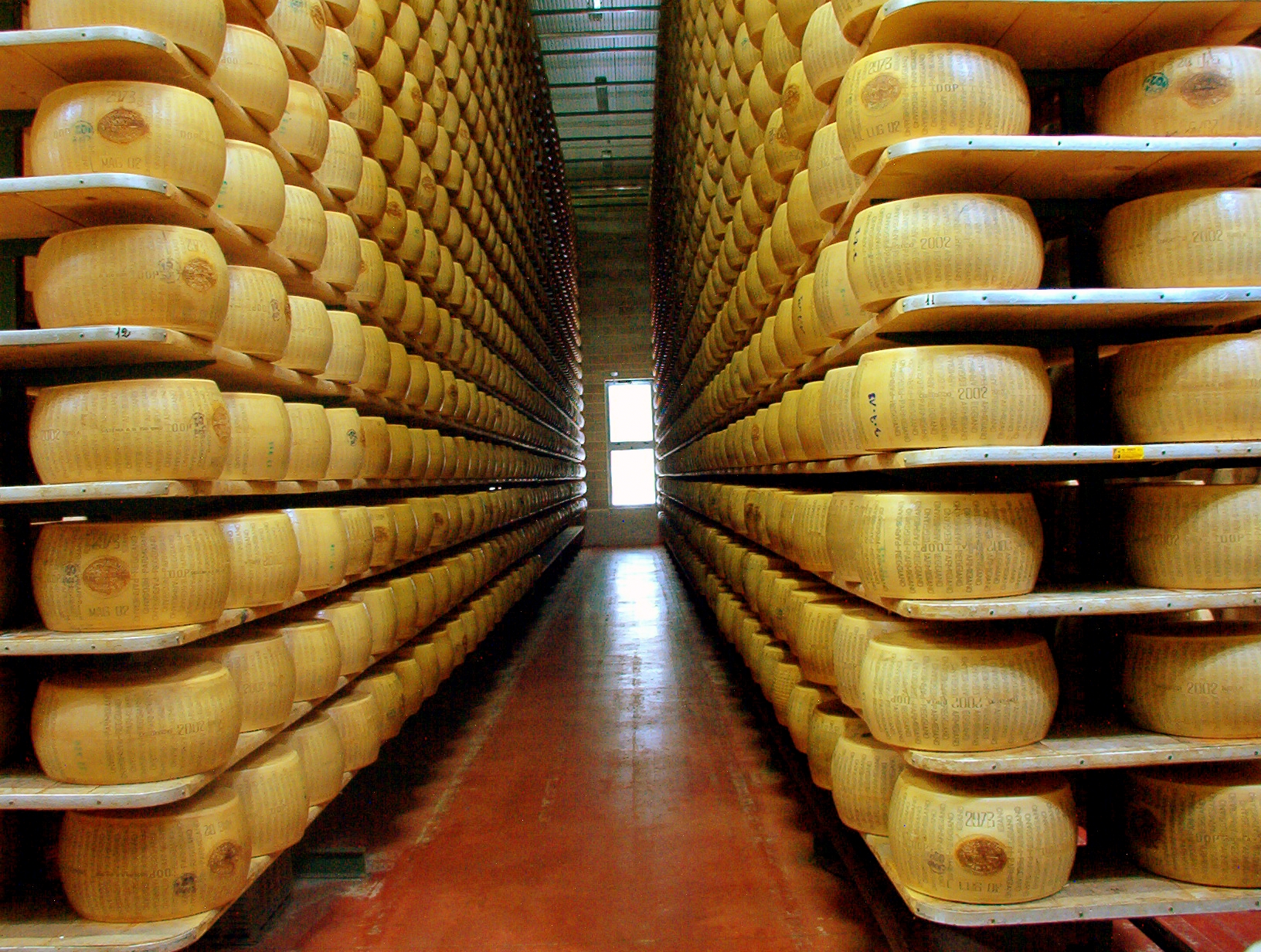
جبنة بارميزان

### السينما
كانت إميليا رومانيا المركز الرئيسي لملحمة برناندو برتولوتشي في 1900. كما أنجبت فيديريكو فليني ومايكل أنجلو أنطونيوني.

### المطبخ
تشتهر إميليا رومانيا بباستا البيض المصنوعة من دقيق القمح اللين. بينما تشتهر بولونيا بأطباق الباستا مثل التورتيليني واللازانيا فيردي وغارمينيا وتالياتيلي التي توجد أيضًا في مدن أخرى في المنطقة. أما رومانيا فتعرف بالكابيليتي وغراغانيلي وستروتسابريتي وسبوليا لوردا وتروتيلي ألا لاسترا. في إميليا، من بارما إلى بيشنزة يستخدم الأرز بشكل أقل. البولينتا أساسية في جبال الأبينيني في كل من رومانيا وإميليا. يصنع خل البلسم فقط في مدن مودينا وريدجو إميليا وفقًا للإجراءات التقليدية الملزمة قانونًا. تنتج جبنة بارميجيانو ريجيانو في ريدجو إميليا وبارما وبولونيا ومودينا وتستخدم كثيرًا في الطبخ.
تستهلك الأسماك بكثرة على ساحل بحر أدريا ، ولكن المنطقة عمومًا تستهلك اللحوم بشكل رئيسي بما فيها حمل رومانيا ولحم خنزير مورا رومانيولا. تنتج المنطقة العديد من منتجات لحم الخنزير المقدد في بولونيا وبارما ومودينا بما في ذلك كولاتيلو بارما وسلامي فيلينو وبانتشيتا وكوبا بيشنزة. يحظى لحم الخنزير المطهي بشعبية مثل سلامي روزا ومرتديلا بولونيا وكابيلو دي بريتي وكوتيتشينو وزامبوني مودينا وسلاما دا سوغو فيرارا.

## صور

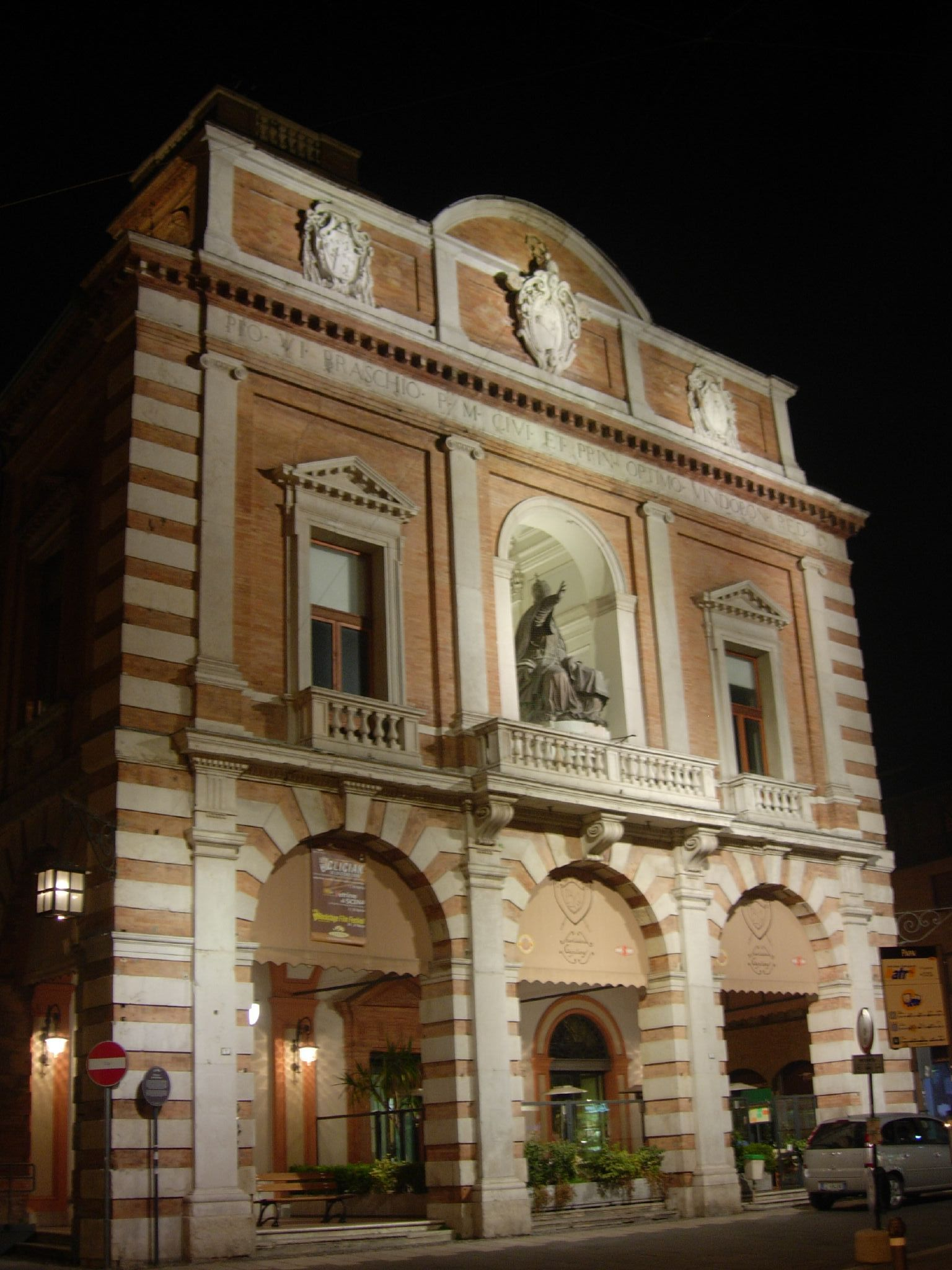
تشيزينا
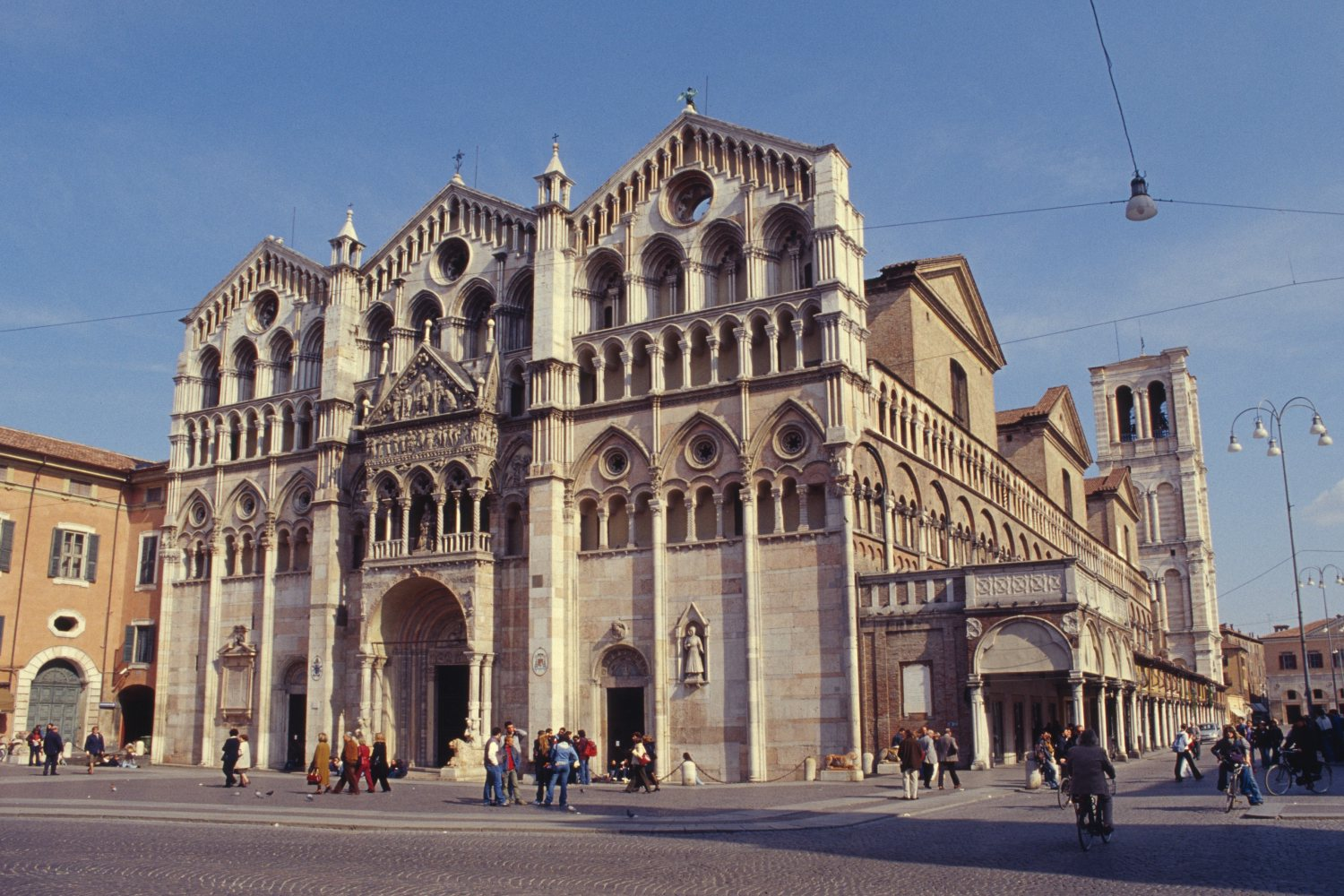
فيرارا
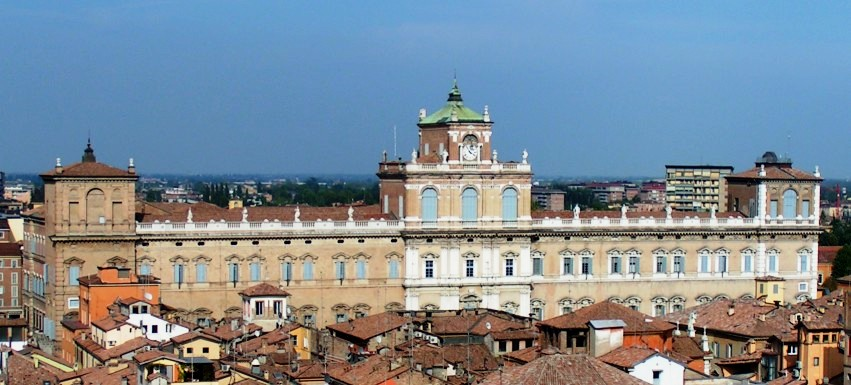
مودينا
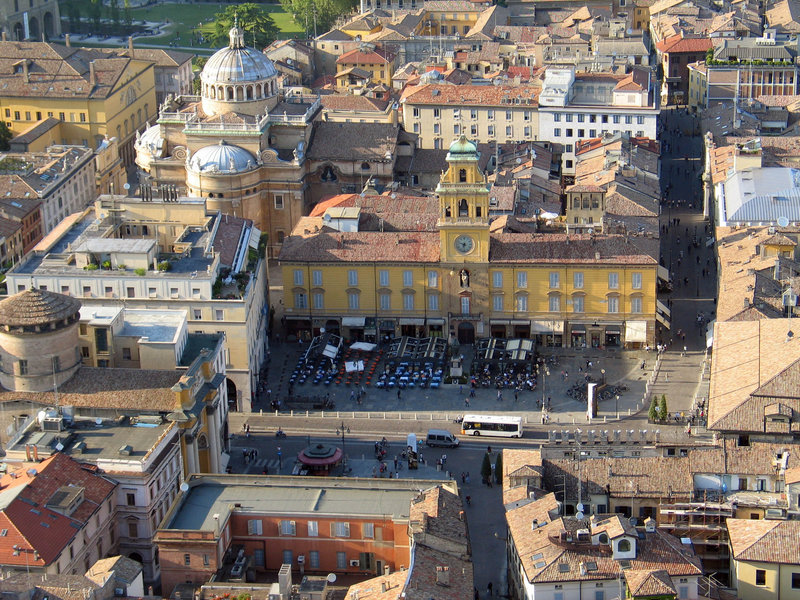
بارما
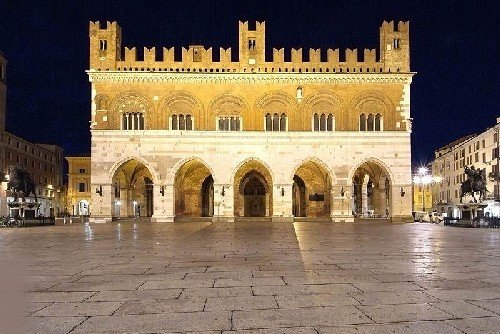
بياتشنسا
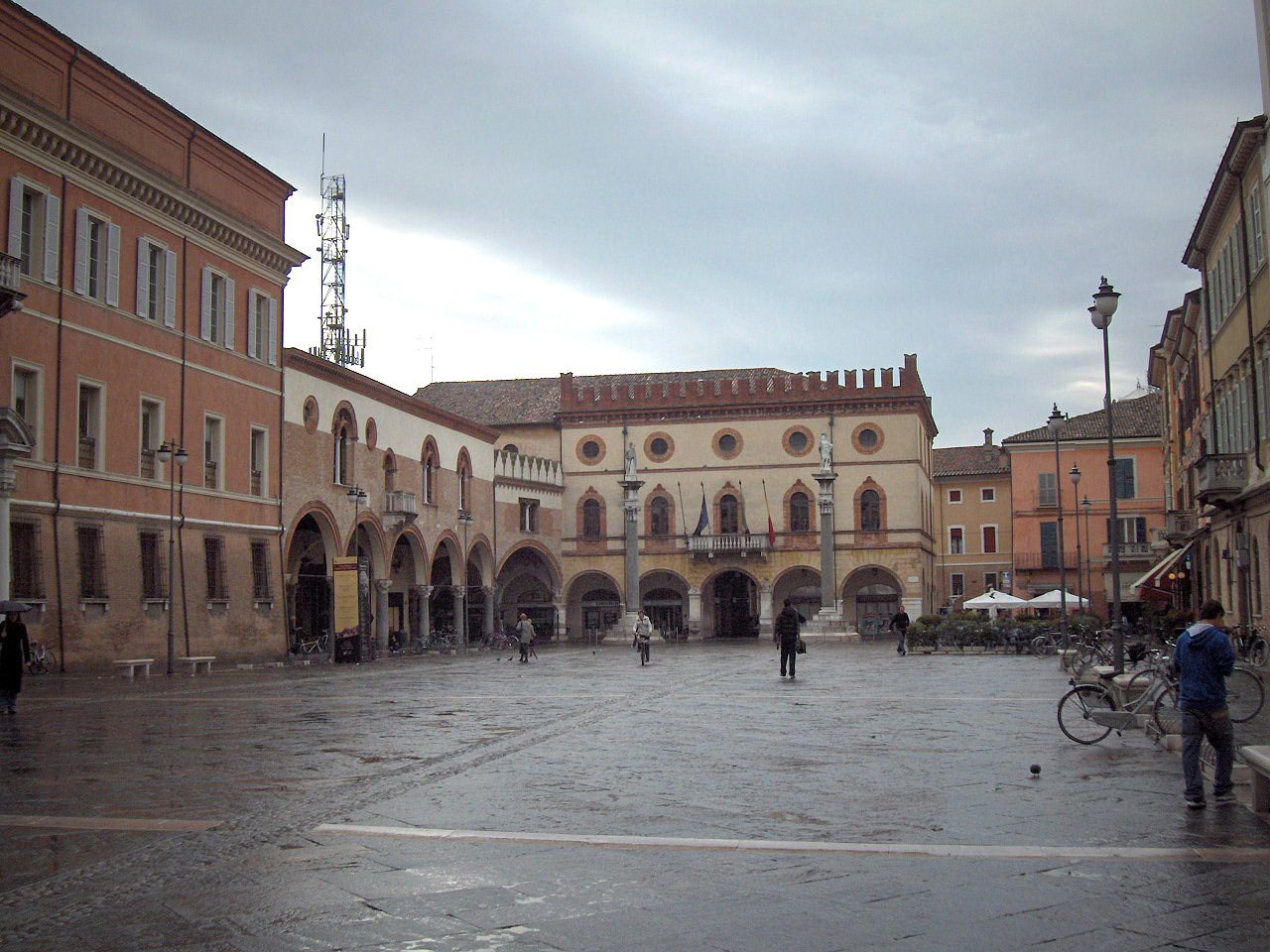
رافينا
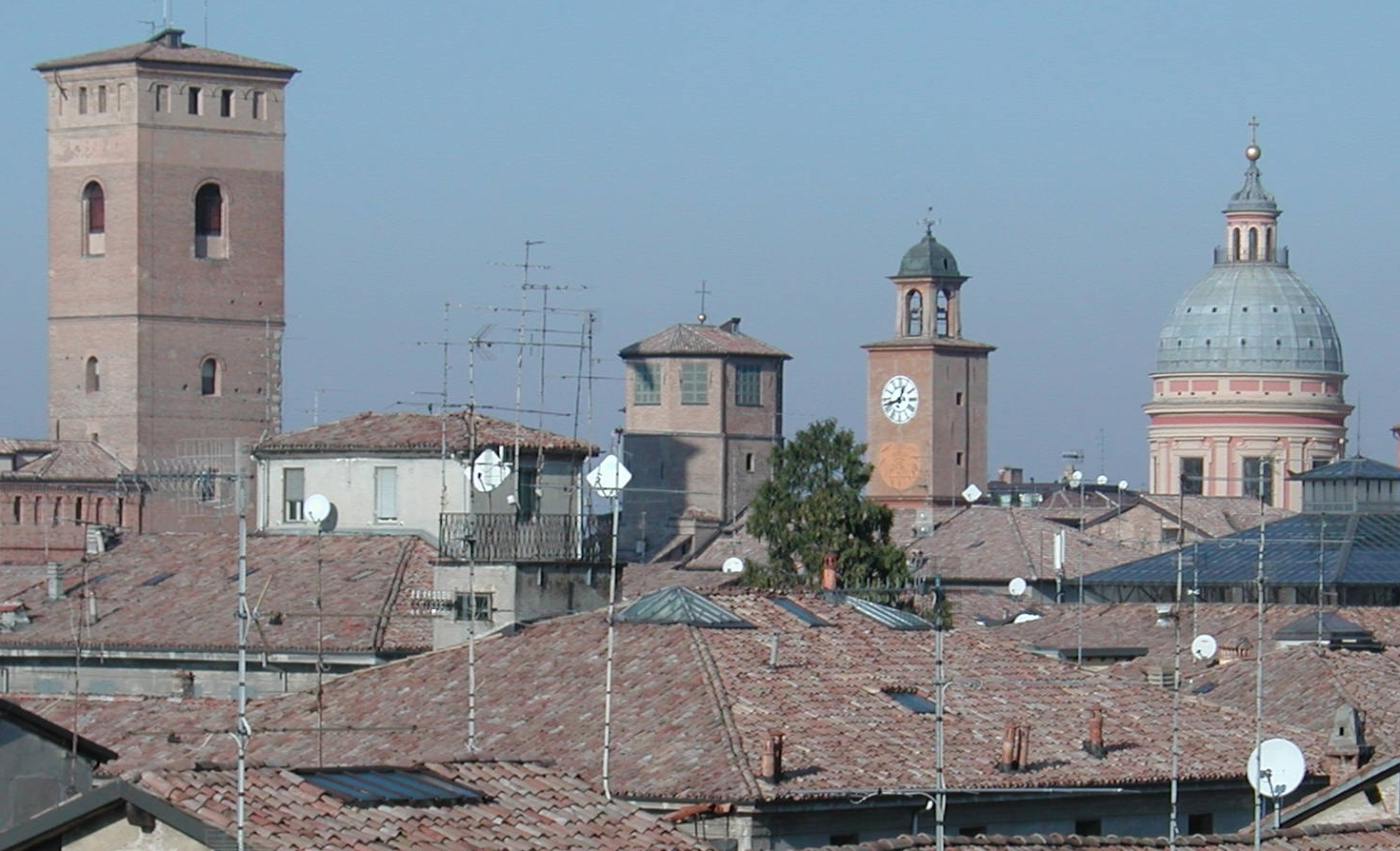
ريدجو إميليا

## وصلات خارجية
- الموقع الرسمي
- خريطة الإقليم
- دليل بولونيا
- فيديو عن الفسر في الإقليم